# ألفرد بولسن
ألفرد بولسن (بالنرويجية: Alfred Paulsen)‏ (و. 1849 – 1936 م) هو موزع (موسيقى)، وملحن نرويجي، يستخدم آلات أورغن، توفي عن عمر ناهز 87 عاماً.

## جوائز
حصل على جوائز منها:
- وسام القديس أولاف.

## روابط خارجية
- ألفرد بولسن على موقع ميوزك برينز (الإنجليزية)
- ألفرد بولسن على موقع ديسكوغز (الإنجليزية)